# Prionyx xanthabdominalis
Prionyx xanthabdominalis là một loài côn trùng cánh màng trong họ Sphecidae, thuộc chi Prionyx. Loài này được Li and Yang miêu tả khoa học đầu tiên năm 1995.